# Sapromyza plumiseta
Sapromyza plumiseta är en tvåvingeart som beskrevs av Malloch 1927. Sapromyza plumiseta ingår i släktet Sapromyza och familjen lövflugor. Inga underarter finns listade i Catalogue of Life.